# Magnetón de Bohr
| sistema de unidades | valor                 | unidad       |
| ------------------- | --------------------- | ------------ |
| SI                  | 9,27400968(20)×10-24  | J·T−1        |
| CGS                 | 9,27400968(20)×10-21  | Erg·G−1      |
| eV                  | 5.7883818066(38)×10-5 | eV·T−1       |
| Unidades atómicas   | 1⁄2                   | Adimensional |

El magnetón de Bohr (símbolo {\displaystyle \mu _{\mathrm {B} }\,}) es una constante física relacionada con el momento magnético de los electrones. Específicamente, es la unidad natural —y el valor aproximado— del momento magnético intrínseco de un electrón. Su valor se calculó por primera vez en 1911 por el físico rumano Ștefan Procopiu, y después en el verano de 1913 por el físico danés Niels Bohr.
En el Sistema Internacional de Unidades, se puede expresar en términos de otras constantes elementales como:
| Símbolo                             | Nombre                       | Valor              | Unidad |
| ----------------------------------- | ---------------------------- | ------------------ | ------ |
| {\displaystyle \mu _{\mathrm {B} }} | Magnetón de Bohr             | 9.27400915(23)E-24 | J / T  |
| {\displaystyle e}                   | Carga elemental              | 1.602176634E−19    | C      |
| {\displaystyle \hbar }              | Constante de Planck reducida | 1.054571817E-34    | J s    |
| {\displaystyle m_{e}}               | Masa en reposo del electrón  | 9.10938291(40)E−31 | kg     |

mientras que en el sistema cegesimal es equivalente a:
| Símbolo                             | Nombre                       | Valor              | Unidad  | Ref               |
| ----------------------------------- | ---------------------------- | ------------------ | ------- | ----------------- |
| {\displaystyle \mu _{\mathrm {B} }} | Magnetón de Bohr             | 9.27400915(23)E-21 | erg / G | [ 8 ] [ 2 ] [ 9 ] |
| {\displaystyle e}                   | Carga elemental              | 4.80320451(10)E−10 | esu     |                   |
| {\displaystyle \hbar }              | Constante de Planck reducida | 1.054571817E-27    | erg s   |                   |
| {\displaystyle m_{e}}               | Masa en reposo del electrón  | 9.10938291(40)E−28 | g       |                   |
| {\displaystyle c}                   | Velocidad de la luz          | 29979245800        | cm / s  |                   |

En unidades atómicas es adimensional, y su valor es simplemente:

{\displaystyle \mu _{\mathrm {B} }\,={\frac {1}{2}}}

Expresado en electronvoltios,

{\displaystyle \mu _{\mathrm {B} }\,=5,788\,381\,755\,5(79)\times 10^{-5}} eV·T-1

## Historia
La idea de imanes elementales fue conjeturada por Walter Ritz (1907) y Pierre Weiss. Ya antes del modelo atómico de Rutherford, muchos teóricos habían sugerido que el magnetón debía involucrar en su definición a la constante de Planck h. Postulando que la razón de la energía cinética del electrón entre la frecuencia orbital debería ser igual a h, Richard Gans calculó un valor que era dos veces el magnetón de Bohr en septiembre de 1911. En el primer congreso de Solvay en noviembre de aquel año, Paul Langevin obtuvo un submúltiplo. El físico rumano Ştefan Procopiu obtuvo por primera vez su valor en 1911;
> el valor se menciona frecuentemente como "magnetón de Bohr–Procopiu" en la literatura científica de Rumanía.
El magnetón de Bohr es una magnitud del momento dipolar magnético de un electrón que orbita con momento angular orbital de valor ħ. De acuerdo con el modelo atómico de Bohr, este es el estado fundamental, i.e. el estado con la energía más baja posible. En el verano de 1913, este valor fue obtenido de manera natural por el físico danés Niels Bohr como una consecuencia de su modelo atómico, y también fue publicado independientemente por Procopiu, que lo había obtenido usando directamente la teoría cuántica de Planck. En 1920, Wolfgang Pauli dio al magnetón de Bohr su nombre corriente en un artículo donde lo comparaba con el magnetón que los físicos experimentales llamaban magnetón de Weiss.